# Liste der Abkürzungen antiker Autoren und Werktitel/F
| Abk. Autor      | Autor                                            | Autor                                            | Edition                                                                                              |
|                 | Abk. Werk                                        | Werktitel                                        | Deutscher Titel                                                                                      |
| --------------- | ------------------------------------------------ | ------------------------------------------------ | --- |
| Fast. Ann. Iul. | Fasti anni Iuliani                               | Fasti anni Iuliani                               | Theodor Mommsen, Wilhelm Henzen, Christian Hülsen (1893, Neudruck 1973)                              |
| Fast. Cap.      | Fasti Capitolini                                 | Fasti Capitolini                                 | |
| Fast. Cos.      | Fasti consulares                                 | Fasti consulares                                 | |
| Fast. Praen.    | Fasti Praenestini                                | Fasti Praenestini                                | |
| Fast. Vatic.    | Fasti Vaticani                                   | Fasti Vaticani                                   | |
| Fest.           | Festus                                           | Festus                                           | |
|                 |                                                  | de verborum significatione                       | |
|                 | ep.                                              |                                                  | Festus-Epitome des Paulus Diaconus                                                                   |
| FGH (FGrHist)   | Die Fragmente der griechischen Historiker        | Die Fragmente der griechischen Historiker        | Felix Jacoby (Berlin 1923ff; Leiden 1954ff)                                                          |
| FHG             | Fragmenta historicorum Graecorum                 | Fragmenta historicorum Graecorum                 | Karl Müller, Theodor Müller, Victor Langlois (Frankfurt 1975, Nachdruck der Ausgabe Paris 1841–1938) |
| Firm.           | Iulius Firmicus Maternus                         | Iulius Firmicus Maternus                         | |
|                 | err.                                             | de errore profanarum religionum                  | |
|                 | math.                                            | mathesis                                         | |
| Flor.           | Florus                                           | Florus                                           | |
|                 | epit.                                            | epitoma de Tito Livio                            | |
|                 | Verg.                                            | Vergilius orator an poeta                        | |
| Florent.        | Florentinus                                      | Florentinus                                      | |
| fol.            | Blatt (Folio)                                    | Blatt (Folio)                                    | |
| Fort.           | Consultus Fortunatianus                          | Consultus Fortunatianus                          | |
|                 | rhet.                                            | ars rhetorica                                    | Redekunst                                                                                            |
| FPhG            | Fragmenta philosophorum Graecorum                | Fragmenta philosophorum Graecorum                | Friedrich Wilhelm August Mullach (Paris 1860–1881)                                                   |
| FR              | Griechische Vasenmalerei                         | Griechische Vasenmalerei                         | Adolf Furtwängler, Karl Reichhold (München 1900–1925)                                                |
| frg.            | Fragment(e) (fragmentum)                         | Fragment(e) (fragmentum)                         | |
| Frg. Mur.       | Muratorisches Fragment (Fragmentum Muratorianum) | Muratorisches Fragment (Fragmentum Muratorianum) | |
| FRHist          | The Fragments of the Roman Historians            | The Fragments of the Roman Historians            | Tim J. Cornell (3 Bde., Oxford 2013)                                                                 |
| Front.          | Marcus Cornelius Fronto                          | Marcus Cornelius Fronto                          | |
|                 | ep.                                              | epistulae                                        | Briefe                                                                                               |
| Frontin.        | Sextus Iulius Frontinus                          | Sextus Iulius Frontinus                          | |
|                 | aqu.                                             | de aquis urbis Romae                             | Über die Wasserversorgung Roms                                                                       |
|                 | grom. (agrimen.)                                 | liber gromaticus (de agrimensura)                | |
|                 | strat.                                           | strategemata                                     | Kriegslisten                                                                                         |
| Fulg.           | Fulgentius                                       | Fulgentius                                       | |
|                 | aet. mund.                                       | de aetatibus mundi et hominis                    | |
|                 | myth.                                            | mythologiae                                      | |
|                 | Theb.                                            | super Thebaidem                                  | |
| Fulg. Rusp.     | Fulgentius von Ruspe                             | Fulgentius von Ruspe                             | |
|                 | c. Arrian.                                       | contra Arrianos                                  | |
|                 | epist.                                           | epistulae                                        | |
|                 | fid.                                             | de fide ad Petrum                                | |

| Legende zu den Farben der Autoreneinträge | Legende zu den Farben der Autoreneinträge | Legende zu den Farben der Autoreneinträge | Legende zu den Farben der Autoreneinträge                                                      |
| ----------------------------------------- | ----------------------------------------- | ----------------------------------------- | ---------------------------------------------------------------------------------------------- |
|                                           | Autor                                     | Autor                                     | Autorenabkürzung                                                                               |
| SW                                        | Sammelwerk                                | Sammelwerk                                | Sammlung oder Sammelwerk (sowohl moderne als auch antike)                                      |
| AN                                        | Anonym                                    | Anonym                                    | Schrift eines einzelnen, unbekannten Autors                                                    |
| BS                                        | Biblische Schrift                         | Biblische Schrift                         | Schrift des AT oder NT (auch Apokryphen)                                                       |
| RS                                        | Rabbinische Schrift                       | Rabbinische Schrift                       | Mischna, Talmud und sonstige hebräische, nichtbiblische Schrift                                |
| X                                         | Sonstiges                                 | Sonstiges                                 | Abkürzung von Lexikon, Referenz- oder Nachschlagewerk, Schriftreihe etc.; allgemeine Abkürzung |